# Youssef Mephtah
Youssef Mephtah (Weert, 29 september 2004) is een Nederlandse voetballer die doorgaans speelt als vleugelaanvaller.

## Clubcarrière
Mephtah speelde in de jeugd bij de plaatselijke amateurclubs MMC Weert, Wilhelmina '08, SV Laar en zat tussendoor ook even in de jeugdopleiding van Fortuna Sittard. In 2022 keerde hij van SV Laar terug bij Wilhelmina '08 waar hij samen met zijn oudere broer in het eerste elftal ging spelen. In 2024 werd de Weertenaar door VVV-Venlo opgepikt bij de tweedeklasser en sloot aanvankelijk aan bij het beloftenelftal van de eerstedivisionist. Daar maakte de aanvaller zijn competitiedebuut in het eerste elftal tijdens een met 1-2 gewonnen uitwedstrijd bij Jong PSV op 27 januari 2025, toen hij in de 83e minuut inviel voor Yousri El Anbri.

### Profstatistieken
| 2024/25                                | VVV-Venlo | Eerste divisie | 2 | 0 | 0 | 0 | — | — | 2 | 0 |
| 2025/26                                | VVV-Venlo | Eerste divisie | 0 | 0 | 0 | 0 | — | — | 0 | 0 |
| Totaal                                 | Totaal    | Totaal         | 2 | 0 | 0 | 0 | 0 | 0 | 2 | 0 |
| Bijgewerkt tot en met 28 februari 2025 |           |                |   |   |   |   |   |   |   |   |